# Pirata tanakai
Pirata tanakai este o specie de păianjeni din genul Pirata, familia Lycosidae, descrisă de Brignoli, 1983. Conform Catalogue of Life specia Pirata tanakai nu are subspecii cunoscute.